# Uguali Diritti
Uguali Diritti (in lettone: Līdztiesība; in russo: Равноправие) è stato un partito politico attivo in Lettonia dal 1993 al 2007 con l'obiettivo di rappresentare la minoranza russa nel Paese.
Già affermatosi nel 1990 come corrente interna al Consiglio Supremo di Lettonia, si trasformò in una formazione politica in vista  delle elezioni parlamentari del 1993, in cui ottenne il 5,8% dei voti.
Alle successive elezioni parlamentari del 1995 il partito si federò con il Partito Socialista di Lettonia, ottenendo tre dei sei seggi complessivamente conseguiti dalla lista.
Nel 1998 il partito costituì, insieme al Partito dell'Armonia Nazionale (TSP) e al Partito Socialista di Lettonia (LSP), la coalizione denominata Per i Diritti Umani nella Lettonia Unita (PCTVL). L'alleanza ottenne il 14,2% dei voti alle elezioni parlamentari del 1998 e il 19,0% alle successive elezioni parlamentari del 2002.
L'alleanza terminò nel 2003, quando LSP e TSP decisero di porre fine alla coalizione. In contrasto con questa decisione, tuttavia, diversi esponenti di questi due partiti promossero la nascita del movimento "Libera Scelta nell'Europa dei Popoli" (Brīvā Izvēle Tautu Eiropā), favorevole a proseguire l'alleanza con "Uguali Diritti".
Nel 2007 i due soggetti politici confluirono definitivamente nel PCTVL, che da coalizione si trasformò in partito unitario.